# Carlos Spencer
Carlos James Spencer (Levin, 14 ottobre 1975) è un ex rugbista a 15 e allenatore di rugby a 15 neozelandese, in carriera mediano d'apertura di Blues e Northampton, nonché 35 volte internazionale per gli All Blacks con cui vanta un terzo posto alla Coppa del Mondo di rugby 2003.

## Biografia
Proveniente da Levin, nella regione del Manawatu-Wanganui, Spencer si mise in evidenza nel 1993, a soli 17 anni, quando con la squadra di terza divisione dell'Horowhenua sfidò Auckland per la Ranfurly Shield di quell'anno; la sua prestazione fu notata da Graham Henry, all'epoca allenatore di Auckland, che lo volle in squadra nella stagione successiva.
Quando la disciplina passò professionistica nel 1995 e nacquero le franchise del neoistituito campionato del Super 12, Spencer entrò a fare parte della selezione di Auckland in tale nuovo torneo, i Blues, vincendone la prima edizione e bissando il successo la stagione successiva.
Nel 1997 debuttò negli All Blacks a Wellington in un test match contro l'Argentina e prese successivamente parte alla Coppa del Mondo di rugby 1999 in Galles, anche se nel corso di tale torneo non mise mai piede in campo.
Fu invece, a partire dal 2000, presenza regolare in Nazionale, e prese parte alla Coppa del Mondo di rugby 2003 subito dopo avere vinto il suo terzo titolo del Super Rugby con i Blues.
Nella semifinale della Coppa del Mondo contro i padroni di casa dell'Australia fu proprio un suo passaggio errato a innescare un intercetto del wallaby Stirling Mortlock concluso in meta per il provvisorio 0-7; gli All Blacks persero l'incontro 10-22 e dovettero disputare la finale per il terzo posto, vinta sulla Francia.
Disputò altri incontri nel Tri Nations 2004, i suoi ultimi in Nazionale, poi, a causa di un infortunio, saltò tutta la stagione 2005 di Super Rugby con i Blues; nel maggio di tale anno firmò un contratto triennale con la squadra inglese del Northampton.
Alla fine del triennio rinnovò per ulteriori due anni, fino al 2010, ma a gennaio 2009 giunse a un accordo di risoluzione consensuale per via della situazione finanziaria del club.
Pochi giorni dopo si accordò per 17 mesi con il Gloucester.
In realtà anche tale contratto fu risolto in anticipo di qualche mese sulla sua scadenza naturale: a gennaio 2010 Spencer fu lasciato libero di tornare nell'Emisfero Sud, nei sudafricani Bulls con un contratto di giocatore-allenatore.
Nel 2011, dopo la fine dell'attività agonistica, divenne assistente allenatore dei tre quarti del tecnico dei Lions, il suo connazionale John Mitchell; tuttavia alla fine della stagione 2012 tutto lo staff tecnico fu esonerato per via degli scarsi risultati.
All'inizio del 2013 è stato per qualche settimana consulente tecnico dei tre quarti della franchise degli Sharks, sempre in Sudafrica.

## Palmarès
- Super Rugby: 3
Blues: 1996, 1997, 2003
- Challenge Cup: 1
Northampton: 2008-09